# Oleh Șturbabin
Oleh Șturbabin (în ucraineană Олег Валерійович Штурбабін n. 22 iulie 1984, Bakı, Republica Sovietică Socialistă Azerbaidjană) este un scrimer ucrainean specializat pe sabie, laureat cu bronz individual la Campionatul Mondial de Scrimă din 2005 și cu argint pe echipe la cel din 2006.
A participat la proba pe echipe la Jocurile Olimpice de vară din 2004, unde Ucraina s-a clasat pe locul 6.
Este fiul lui Valerii Șturbabin, antrenor al echipei naționale de sabie a Ucrainei.

## Legături externe
Materiale media legate de Oleh Șturbabin la Wikimedia Commons
- Prezentare Arhivat în 24 septembrie 2015, la Wayback Machine. la Confederația Europeană de Scrimă
- en Oleh Șturbabin la Olympedia.org